# Denis Baum
Denis Baum (* 13. April 1987 in Eberbach) ist ein deutscher Fußballtorwart.

## Karriere
In der Jugend spielte Baum für den FC Finkenbach, den SV Waldhof Mannheim und den VfB Stuttgart, mit dem er 2005 deutscher A-Juniorenmeister wurde. Im Sommer 2006 wurde Denis Baum in den Kader der in der Regionalliga Süd spielenden zweiten Mannschaft des VfB übernommen, für die er bereits als A-Jugendlicher ein Spiel absolviert hatte. In einem Jahr kam aber nur ein weiterer Einsatz in der U 23 dazu und so wechselte er 2007 zum 1. FC Heidenheim in die Oberliga Baden-Württemberg. 
Im ersten Jahr kam Baum nicht an Erol Sabanov vorbei, der alle Saisonspiele als Nummer eins im Tor bestritt. Im Jahr darauf in der neuen viertklassigen Regionalliga vertrat er als Nummer zwei Sabanov bereits in acht Partien. Der Verein schaffte 2009 den Aufstieg in die 3. Liga. In der ersten Saison in der neuen Profiliga wurde der Kampf um den Platz zwischen den Pfosten neu geführt. Sein Profidebüt gab Baum am 2. Spieltag beim 1:1-Unentschieden gegen seinen früheren Klub VfB Stuttgart II. Er bestritt fünf der nächsten sieben Partien, dann kehrte Sabanov ins Tor zurück. Zu Beginn der Rückrunde spielte dann gar die Nummer drei Jens Bodemer die ersten fünf Partien. Erst nach einer Verletzung von Sabanov kehrte Baum wieder ins Tor zurück und spielte die Saison zu Ende. Er kam so immerhin auf 14 Saisonspiele. Ab der Saison 2010/11 holte Heidenheim den zwei Jahre jüngeren Frank Lehmann als neuen Nachwuchstorhüter. In den folgenden beiden Jahren war Baum nur noch die Nummer drei und kam zu keinem Einsatz in der Drittligamannschaft, während Lehmann Sabanov als Nummer eins ablöste. Trotzdem verlängerte er im April 2012 seinen Vertrag um ein Jahr. Nach einer weiteren Saison ohne Profieinsatz verließ Baum den 1. FC Heidenheim im Sommer 2013.

## Erfolge
- Aufstieg in die 3. Liga mit dem FC Heidenheim 2009